# Evan Fournier
Evan Mehdi Fournier, född 29 oktober 1992, är en fransk basketspelare som spelar för Detroit Pistons i National Basketball Association (NBA).

## Klubbkarriär

### Frankrike (2009–2012)
Fournier spelade säsongen 2009/2010 för JSF Nanterre i LNB Pro B. Sommaren 2010 gick han till Poitiers Basket 86 i LNB Pro A och spelade sedan två säsonger för klubben.

### Denver Nuggets (2012–2014)
Den 28 juni 2012 valdes Fournier som totalt 20:e spelare av Denver Nuggets i NBA:s draft 2012. Den 11 juli 2012 skrev han på sitt första kontrakt med Nuggets. Den 30 oktober 2013 förlängdes Fourniers kontrakt i klubben fram över säsongen 2014/2015.

### Orlando Magic (2014–2021)
Den 26 juni 2014 byttes Fournier och drafträttigheterna för Devyn Marble till Orlando Magic i utbyte mot Arron Afflalo. Den 7 juli 2016 skrev han på ett nytt femårigt kontrakt med klubben värt 85 miljoner dollar.

### Boston Celtics (2021)
Den 25 mars 2021 blev Fournier bytt till Boston Celtics i utbyte mot Jeff Teague och två framtida val i den andra omgången i NBA:s draft.

### New York Knicks (2021–2024)
Den 17 augusti 2021 gick Fournier till New York Knicks mot en övergångssumma samt två framtida val i den andra omgången i NBA:s draft.

## Landslagskarriär
Fournier var en del av Frankrikes landslag som tog silver i herrarnas turnering vid olympiska sommarspelen 2020 i Tokyo.

## KlubbarOlympiacos 2024-
- JSF Nanterre (2009–2010)
- Poitiers Basket 86 (2010–2012)
- Denver Nuggets (2012–2014)
- Orlando Magic (2014–2021)
- Boston Celtics (2021)
- New York Knicks (2021–2024)
- Detroit Pistons (2024–)